# Edel (constructeur)
Pour les articles homonymes, voir Edel.
Edel était un  constructeur français de voiliers de plaisance.
Maurice Edel et son frère jumeau  Pierre ont créé la société Edel vers 1956 à Décines (près de Lyon) non loin du lac du Grand large. C'est celui-ci qui a donné son nom au premier voilier habitable en polyester fabriqué par le chantier et présenté au salon nautique de Paris en 1961. L'usine de Meyzieu disparaît dans un incendie en janvier 1976.
À partir de 1981, Maurice Edel et Sylvestre Langevin travaillent sur des projets de multicoques populaires. Les fils de Maurice rejoignent l'entreprise en 1982, Marc en tant que gérant et Luc en tant que responsable technique. Pierre, responsable de la fabrication durant toutes ces années, meurt des suites d'une longue maladie en 1987.
La nouvelle usine, située à quelques mètres des premiers ateliers de Meyzieu, est inaugurée en 1992. Le Edel Cat 42, un gros catamaran est élu « Bateau de l'année 1991 ». Mais il est construit avec un outillage et une usine trop coûteuse et doit faire face à une forte concurrence. Les prévisions de constructions sont divisées par deux après la faillite d'un loueur. Un petit bateau transportable, l'Edel Fish 20, est lancé en parallèle, mais le constructeur n'a plus depuis quelques années le réseau de revente pour de petites unités. En 1994 un importateur allemand qui avait déjà reçu sa commande de plusieurs Edel Cat 42 ne paie pas son fournisseur ce qui provoque le dépôt de bilan du constructeur en janvier 1995.
Le nom et le matériel ainsi que les moules sont vendus pour le franc symbolique à Eric Ferchaud qui crée en 1998 la société Edel Catamaran.
Le 28 décembre 2004 la nouvelle société (située à Honfleur) est placée en redressement judiciaire. Le 18 février 2005 la société est placée en liquidation judiciaire. Le 29 octobre 2008 est prononcée la clôture pour insuffisance d'actif. Elle est radiée le 25 mai 2011.
Maurice Edel est décédé le 1er décembre 2011 victime d'une rupture d'anévrisme.

## Produits
Barque
- Youyou  2m30*1m20 - 3 places - 70Kg[2]

Monocoques
- Furet
- Grand large
- Edel 2
- Edel 3
- Edel 4
- Edel 5/545 1974 - 1983
- Edel 600
- Edel 6/660
- Edel 730
- Edel 820
- Edel fish 20

Multicoques
- Edel tri 22
- Edel cat 15
- Edel cat 18
- Edel cat 26
- Edel cat 33
- Edel cat 35
- Edel cat 42
- Edel cat 43